# Sinagoga din Triest

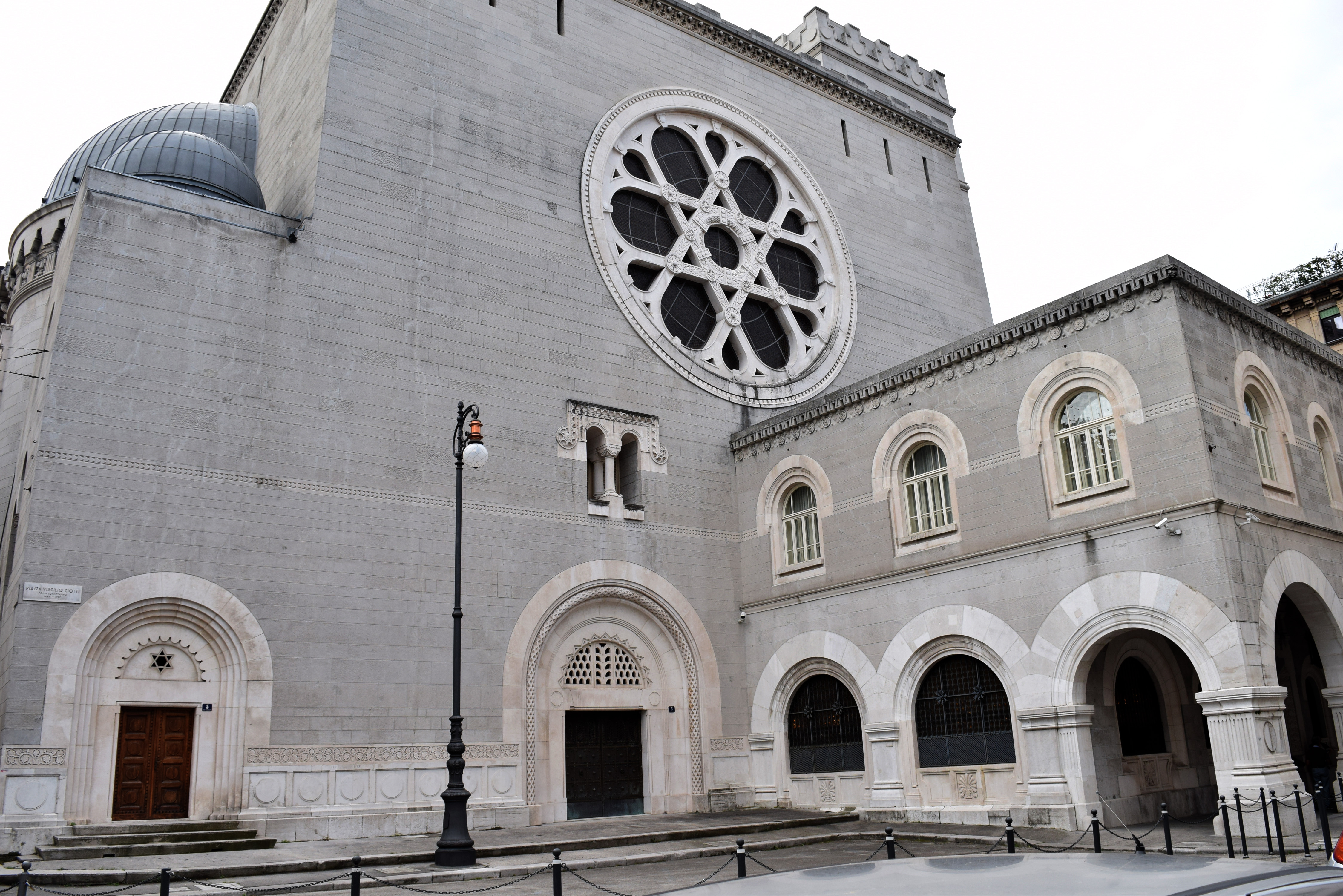
Sinagoga din Triest

Sinagoga din Triest (în italiană Tempio israelitico di Trieste) este un lăcaș de cult evreiesc din orașul Triest, Friuli-Veneția Giulia, Italia. Ea a fost construită în 1908 și fondată în anul 1912.